# Pol Swings

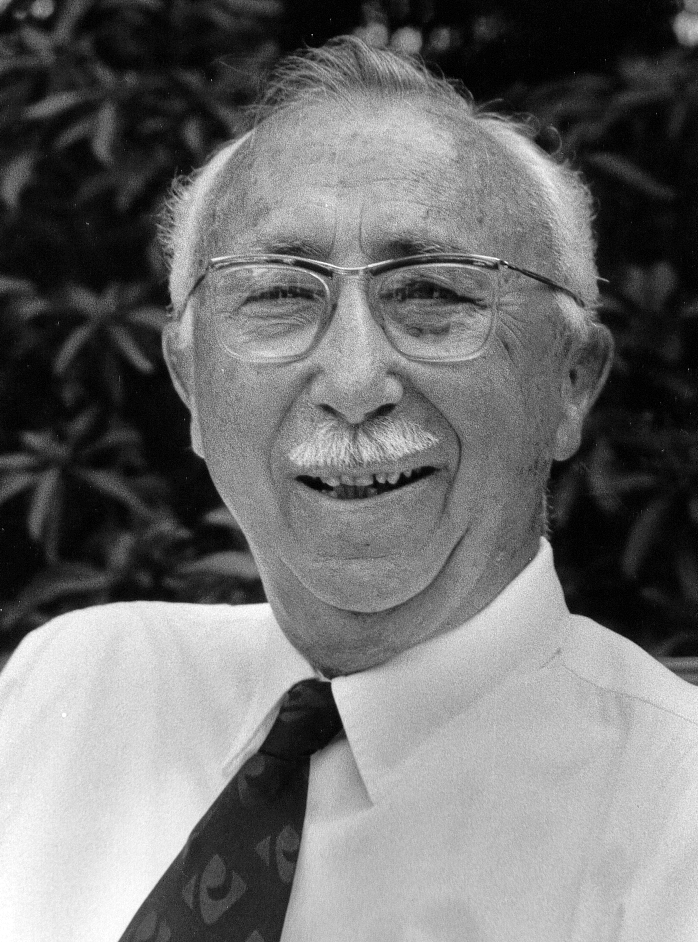
Pol Swings

Polydore Ferdinand Félix „Pol“ Swings (* 24. September 1906 in Ransart bei Charleroi; † 28. Oktober 1983 in Esneux) war ein belgischer Astronom und Hochschullehrer an der Universität Lüttich.

## Leben
Swings wurde 1927 in Lüttich bei Marcel Dehalu (1873–1960) promoviert mit einer Dissertation über relativistische Korrekturen zur Periheldrehung. Nach einem Aufenthalt als Post-Doktorand in Paris (Observatorium Meudon, Sorbonne) wandte er sich der Spektroskopie zu. 1930 weilte er zu weiterem Studium in Warschau und 1931 bei Otto von Struve am Yerkes-Observatorium in Chicago. 1931 gründete er ein Labor für Spektroskopie am Astrophysikalischen Institut in Lüttich, wo er Subramanyan Chandrasekhar kennen lernte, mit dem er auch gemeinsam publizierte. 1932 wurde er Dozent und später Professor. 1975 wurde er emeritiert.
Er war im Zweiten Weltkrieg in den USA unter anderem am Lick-Observatorium und arbeitete auch in der Entwicklung von Spektrographen für das Militär. Er war 1946 bis 1951 Gastprofessor an der University of Chicago. 1952 und 1967 war er ian der University of California (Berkeley), 1951 am California Institute of Technology und 1968 am Labor für Astrophysik in Boulder und am Harvard College Observatory. Außerdem war er Gastwissenschaftler an den Universitäten in Oslo und Toruń und in Südfrankreich.
Swings befasste sich vor allem mit der Spektroskopie von Sternen, interstellaren Wolken und Kometen. Nach ihm sind der Swings-Effekt (Verschiebung der Spektrallinien aufgrund Dopplereffekt bei aus Kometen entweichenden Gasen) und die Swings-Banden (Gruppe von Emissionslinien im Kometenlicht) benannt.
Pol Swings erhielt 1948 den Francqui-Preis. Er war Ehrendoktor der Universitäten Aix-Marseille und Bordeaux sowie Offizier der Ehrenlegion, Grand Office de la Couronne und Kommandeur des Leopoldsordens. Er war Mitglied der Königlich Belgischen Akademie der Wissenschaften, seit 1956 der Académie des sciences in Frankreich und seit 1967 korrespondierendes Mitglied der Bayerischen Akademie der Wissenschaft in München. 1965 wurde er in die American Academy of Arts and Sciences gewählt, 1966 in die National Academy of Sciences und die American Philosophical Society.
1964 bis 1967 war er Vorsitzender der Internationalen Astronomischen Union.
Der Asteroid (1637) Swings ist nach ihm benannt.

## Schriften
- Les essais de correction de la loi de Newton et les orbites à périhélie mouvant. Dissertation 1927
- La spectroscopie appliqué. 1935